# Herpsilochmus frater
Herpsilochmus frater — вид горобцеподібних птахів родини сорокушових (Thamnophilidae). Мешкає в Південній Америці. Раніше вважався підвидом рудокрилої каатинги. В 2020 році був визнаний окремим видом.

## Підвиди
Виділяють два підвиди:
- H. f. exiguus Nelson, 1912 — Панама, північно-західна Колумбія, західний Еквадор;
- H. f. frater Sclater, PL & Salvin, 18803 — північ і схід Колумбії, Перу, Болівія Венесуела, Гаяна, Французька Гвіана, бразильська Амазонія.

## Поширення й екологія
Птахи виду Herpsilochmus frater живуть в кронах вологих рівнинних тропічних лісів, в амазонській сельві, в гірських тропічних лісах на висоті до 1400 м над рівнем моря.